# Fredolic gros bord
El fredolic gros bord o fredolic metzinós (Tricholoma pardinum) és un dels bolets més tòxics del gènere Tricholoma. Per la seua semblança amb espècies comestibles, com ara Tricholoma terreum, és la causa de molts enverinaments. La seua ingestió, fins i tot en petites quantitats, causa una gastroenteritis persistent per la presència d'una micotoxina desconeguda.

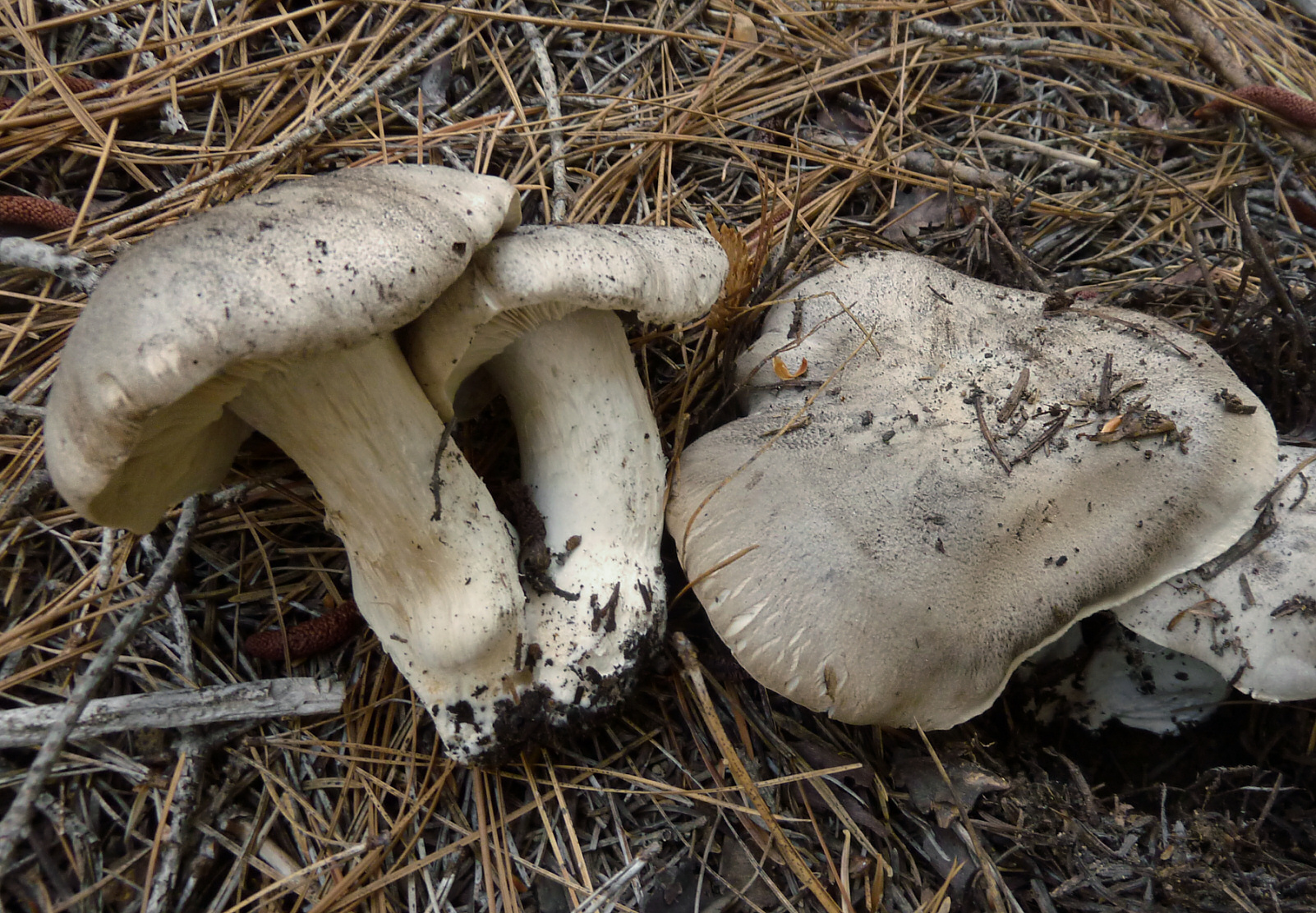
Fredolic gros bord (Tricholoma pardinum)